# Navahové
Navahové (anglicky a španělsky Navajo z tewského Navahü "pláně nad roklemi", vlastním jménem Diné) je název indiánského kmene žijícího v jihozápadní části USA. Se zhruba třemi sty tisíci příslušníky jsou druhou nejpočetnější etnickou skupinou (po kmenu Čerokí) mezi původními obyvateli Spojených států. Většina (asi 170 000) jich žije ve vlastní rezervaci nazvané Navajo Nation, zřízené roku 1868, o rozloze 64 000 kilometrů čtverečních s hlavním městem Window Rock. V poslední době[kdy?] se ale mnoho lidí v ekonomicky aktivním věku z rezervace stěhuje pryč, často navždy.

## Historie
Navahové, stejně jako sousední Apačové, pocházejí z athabaské (na-dené) jazykové rodiny, žijící původně ve vnitrozemí Aljašky a v severozápadní části Kanady. Odtud se v 15. století kvůli zhoršeným klimatickým podmínkám (tzv. malá doba ledová) stěhovali k jihu a usadili se v polopouštní hornaté krajině, dnes známé jako Čtyři rohy. Zde přepadali původní kmeny tzv. Pueblových Indiánů, od nichž postupně převzali některé prvky způsobu života, zejména pěstování kukuřice a umělecká řemesla. V 17. století přišli do kraje Španělé; Navahové přijali některé civilizační vymoženosti, jako chov koní a ovcí, ale v četných šarvátkách si dokázali uhájit faktickou nezávislost. To se změnilo v polovině 19. století, kdy se dostali pod nadvládu USA a byli vystaveni násilné asimilaci (zavraždění náčelníka Narbony nebo tzv. Dlouhý pochod, nucené stěhování provázené hladomorem). Přesto nebyli Navahové tolik početně zdecimováni jako bojovnější Apači.
Navahové se proslavili za druhé světové války, kdy americká armáda používala jejich řeč ke sdělování tajných informací. Umělý kód totiž Japonci dokázali odhalit, kdežto indiánský jazyk pochopitelně nikdo z nich neovládal. O práci navažských šifrantů natočil režisér John Woo v roce 2002 film Kód Navajo (film). Podíl Navahů na válečném vítězství byl odtajněn až v roce 1968. Vojenské penze spolu s nerostným bohatstvím země Navahů vedly k hospodářskému rozvoji a také k populační explozi, která je mezi severoamerickými Indiány unikátní: během 20. století se počet příslušníků kmene zvedl z 20 000 na čtvrt milionu a dále roste.Přes tato pozitiva jsou Navahové sužováni typickými problémy současných původních Američanů: vysoká míra nezaměstnanosti, kriminality a alkoholismu, předčasná úmrtí způsobená špatnou životosprávou i kontaminací životního prostředí. Existují však Navahové, kteří se stali váženými osobnostmi i mezi bílými Američany: automobilový závodník Cory Witherill, herec Jay Navare, spisovatel Sherwin Bitsui nebo malíř Shonto Begay, existuje dokonce navažská punk rocková skupina Blackfire sourozenců Benallyových.

## Současnost

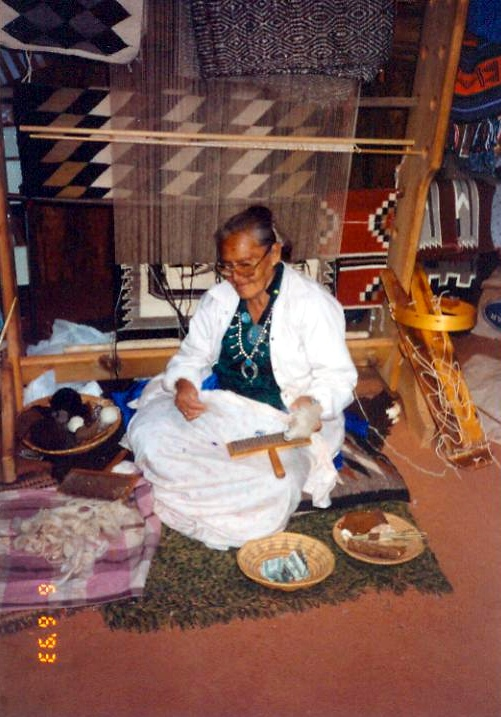
Navažská žena v hoganu

Ekonomika Navahů je vedle pastevectví a extenzívního zemědělství založena na těžbě uranu, ropy a uhlí, dále na turistickém ruchu (návštěvníci přicházejí jak za tradiční kulturou původních obyvatel, tak za přírodními zajímavostmi, jako je Monument Valley, Antilopí kaňon nebo Kamenná duha) a provozování kasin: americká vláda se v osmdesátých letech rozhodla pozvednout životní úroveň Indiánů tím, že jim udělila výjimku ze zákona proti hazardu; bohužel bezpracný zisk a kontakt s různými podvodníky spíše prohloubil demoralizaci domorodých obyvatel.

## Tradiční kultura

### Způsob života
Navahové si dokázali udržet některé prvky tradiční kultury. Patří k nim zejména tradiční obydlí zvané hogan, což je osmiúhelníkový dřevěný srub pokrytý hlínou a drnem. Jeho tvar včetně orientace vchodu odráží navažskou mytologii a světonázor. Navahové byli tradičně sběrači a zemědělci, menší význam měl lov králíků, jelenců, ovcí tlustorohých či vidlorohů, rybolovu se nevěnovali vůbec. Dodnes pěstují tradiční plodiny, zejména kukuřici, bavlník, fazole, dýně a tabák. Od přelomu 16. a 17. stol., kdy Navahové získali od Španělů ovce, se věnují i pastevectví. Ovce jim poskytují hlavně vlnu, v menší míře i maso a mléko, jedná se o zvláštní plemeno navajo churro, někteří berani mají vyvinuté čtyři rohy. V menší míře chovají i kozy.

### Umění a řemesla
Navahové jsou známí jako zruční řemeslníci, na vysoké úrovni je zejména tkalcovství a stříbrotepectví. Tkaní se provádí na vertikálních stavech a je tradičně ženskou prací, podle mýtů se Navahové naučili tkát od Pavoučí ženy, pokládané za laskavé ochranné božstvo. Stříbrotepectví je spojeno hlavně s výrobou tradičních šperků, často doplněných tyrkysem.

### Duchovní kultura
Navažská originální mytologie má velký ohlas u příznivců hnutí new age. Dobře známý je navažský mýtus o stvoření. V něm prvotní bytosti zvané Hmyzí lidé za pomoci zvířat a duchů opouštějí malý a temný První svět hluboko pod zemí, kde vznikli. Projdou do Druhého světa, kde je vše modré, ale odtud je vyžene závistivý Lid vlaštovek. Poté s pomocí boha větru najdou cestu do Třetího světa, kde je vše žluté. Hmyzí lidé se zde naučí zemědělství, objevuje se bůh Tyrkys, lstivý Kojot a dvě ženská božstva - Měnící se žena a Žena bílé mušle. Třetí svět je zničen potopou, poté, co zlomyslný Kojot ukradne děti strašlivého Vodního bizona. Bohové stvoří kouzelný rákos, po němž se všechny bytosti vyšplhají do Čtvrtého světa, kde je vše bílé. Tento svět je již podobný Zemi, jsou zde i čtyři posvátné hory v rozích světa. Zde bohové stvoří Pravé lidi zde dvou klasů kukuřice, uložených mezi dvě jelení kůže. Ze žlutého klasu se stane žena a z bílého klasu muž. Jejich potomci se poté promísí s původním Hmyzím lidem. Nakonec ale dojde k roztržce mezi muži a ženami, obě pohlaví zkoušejí žít odděleně, což se ukáže být velmi nebezpečné. Masturbací totiž stvoří démony a příšery. Nakonec s pomocí Pavoučí ženy, která lidi předtím naučí tkaní, chytré Luční kobylky, Jezevce a dalších kouzelných tvorů lidé osídlí Pátý svět, kde dosud žijí. Nad ním je podle Navahů Šestý svět, kam odchází duše zemřelých.
Na mýtus o stvoření navazuje příběh o hrdinských dvojčatech, synech boha Slunce a Měnící se ženy. Když po duze doputují do jeho nebeského domu, jsou vystavena těžkým zkouškám. Slunce v nich pozná své děti a dá jim kouzelné předměty, oděvy i luky a šípy, s nimiž dvojčata přemůžou lidožravé obry a příšery, škodící lidem. Nejstrašnější z nich je Teelget, bezhlavý chlupatý netvor s ostrými rohy, který nabodává a rozdupává lidi. I toho ale dvojčata porazí a vyslouží si tak jména Ten, který zabíjí příšery a Dítě vody. Jen čtyři netvory dvojčata porazit nedokáží, a to Stáří, Bídu, Hlad a Mráz.
S mytologií souvisí navažské umění malby pískem, prováděné medicinmanem při léčebných obřadech. Obrazy vysypávané zrnky písku, obarveného přírodními barvivy, zobrazují božstva, duchy, zvířata i různé symboly. Jejich vytvoření je doprovázeno zpěvy a rituálnímu úkony, které mají za úkol zvětšit léčebný účinek. Po ukončení obřadu je medicinman rituálně smete.
Pozoruhodnou úroveň má navažské léčitelství, které je tolerováno i v rámci amerického zdravotního systému, jeho podstatou je kombinace bylinných léků (např. různé druhy pelyňku, ostrožka, planá cínie, jalovec (anglicky "cedar"), všivec, šalvěj bílá, třapatka) a magických obřadů, které mají podobný úkol jako moderní psychoterapie. Existují dvě hlavní série rituálů: Cesta krásy mající zajistit harmonický a šťastný život a Cesta ochrany před nepřáteli, zajišťující ochranu před skutečnými i magickými protivníky.